# 숙순
아이신 교로 수슌(愛新覺羅肅順, 만주어: ᠠᡳ᠌ᠰᡳᠨ
ᡤᡳᡠ᠋ᡵᠣ
ᡴᡠᠨ
ᠰᡠᡧᡡᠨAisin Gioro Sušūn, 1816년 11월 26일 ~ 1861년 9월 10일)은 청 제국의 황족 종실, 귀족, 호족, 무관, 정치인(함풍제·동치제의 섭정)이다. 자(字)는 우정(雨亭)으로, 만주 양람기(鑲藍旗) 출신이다.

## 생애
도광제 치세 시절이던 1834년 청 제국 종실 관료직에 출사한 그는 애신각라 오이공아(愛新覺羅 烏爾恭阿)의 서자(庶子)이며 이혁정친왕(已革鄭親王)의 이복 아우였고 1856년 3월 초순 당시에 아직 경미한 수준의 만성 소갈풍을 앓기도 했었던 그는 1860년 11월 5일부터 1861년 8월 22일까지 9개월간 함풍제의 대리청정을 지낸 후 1861년 8월 22일에서부터 같은 해 1861년 9월 10일까지 한 달 가까이 청나라 제10대 군주인 동치제(同治帝)의 섭정을 지내다가 1861년 9월 10일에 반숙순파와 친공충친왕파, 서태후 등에 의해 처형되었다. 그가 사한 직후 그의 후임 섭정은 그와 동갑이기도 할뿐더러 생일도 한달이 먼저이기도 한 친가 방계 족척손(族戚孫)인 이혁친왕(怡革親王)이 후승(後承)하였다.
| 전임 無 (방척 족손 동치제가 5세로 황제 즉위) | 청 목종 동치제의 섭정 1861년 8월 22일 ~ 1861년 9월 10일 | 후임 이혁친왕 (친가 방척 족손) |

틀:함풍제의 섭정
틀:동치제의 섭정